# شهرآورد دلا مادونینا
دربی دلا مادونینا (به انگلیسی: Derby della Madonnina) یا شهرآورد میلان (به انگلیسی: Milan Derby) یک دربی فوتبال بین دو باشگاه برجستهٔ شهر میلان یعنی آ.ث. میلان و اینتر میلان است.
این دو تیم اولین بار در تاریخ ۱۸ اکتبر ۱۹۰۸ در مقابل یکدیگر قرار گرفتند که در آن بازی تیم آ.ث. میلان با نتیجهٔ دو بر یک تیم اینتر میلان را شکست داد. اولین دیدار رسمی این دو تیم در تاریخ ۱۰ ژانویه ۱۹۰۹ برگزار شد که با برتری سه بر دو تیم آ.ث. میلان همراه بود.
این شهرآورد به افتخار تندیس مادونینا، مجسمهٔ زرین و نمادین مریم مقدس در بالای کلیسای جامع میلان، که یکی از نمادهای شهر میلان بوده، «شهرآورد دلا مادونینا» نام‌گذاری شده است.
دو تیم آ.ث. میلان و اینتر میلان در هر سال حداقل ۲ بار در قالب مسابقات سری آ به مصاف یکدیگر می‌روند.

## آمار مسابقات

### مسابقات رسمی

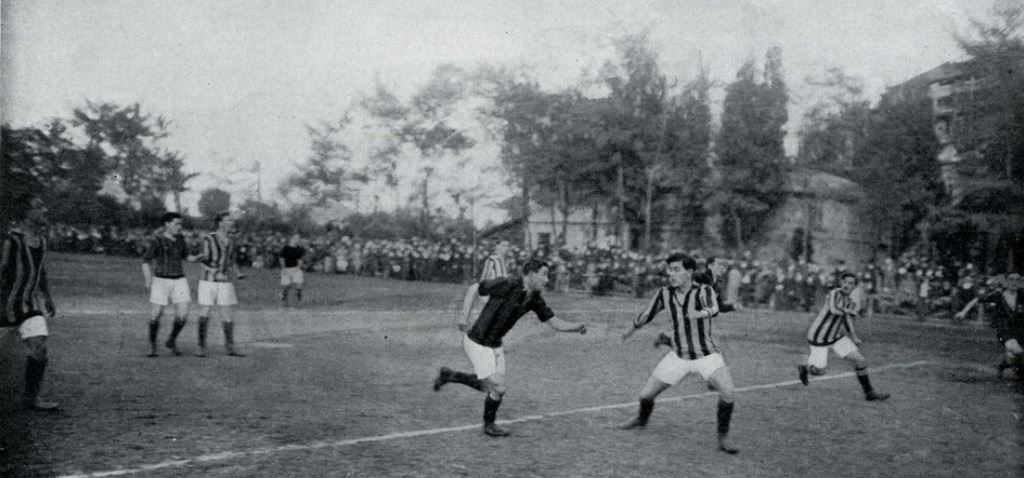
یکی از نخستین رقابت‌های میان اینتر و میلان در اواخر سال ۱۹۱۵، به مناسبت جام "گاتزتا دلو اسپرت"

|                      | بازی‌های انجام شده | برد اینتر | تساوی | برد میلان | گل‌های اینتر | گل‌های میلان |
| دسته اول             | ۱۴                | ۵         | ۲     | ۷         | ۲۷          | ۲۴          |
| دسته ملی             | ۸                 | ۳         | ۱     | ۴         | ۱۳          | ۱۲          |
| سری آ                | ۱۷۵               | ۶۸        | ۵۵    | ۵۲        | ۲۴۶         | ۲۲۳         |
| مجموع بازی‌های لیگ    | ۱۹۶               | ۷۶        | ۵۸    | ۶۳        | ۲۸۶         | ۲۵۹         |
| قهرمانی آلتا ایتالیا | ۲                 | ۱         | ۰     | ۱         | ۳           | ۳           |
| کوپا ایتالیا         | ۲۵                | ۸         | ۷     | ۱۰        | ۲۴          | ۳۴          |
| سوپر جام ایتالیا     | ۲                 | ۱         | ۰     | ۱         | ۴           | ۲           |
| مجموع بازی‌های ملی    | ۲۲۳               | ۸۴        | ۶۵    | ۷۵        | ۳۱۳         | ۲۹۷         |
| لیگ قهرمانان اروپا   | ۶                 | ۲         | ۲     | ۲         | ۵           | ۶           |
| مجموع بازی‌های رسمی   | ۲۲۹               | ۸۴        | ۶۷    | ۷۷        | ۳۱۴         | ۳۰۴         |

### مسابقات غیررسمی
|                       | بازی‌های انجام شده | برد اینتر | تساوی | برد میلان | گل‌های اینتر | گل‌های میلان |
| تورنمنت‌های ملی        | ۶۴                | ۲۲        | ۱۰    | ۳۲        | ۱۱۳         | ۱۴۳         |
| تورنمنت‌های بین‌المللی  | ۷                 | ۲         | ۱     | ۴         | ۱۱          | ۱۲          |
| مجموع بازی‌های غیررسمی | ۷۱                | ۲۴        | ۱۱    | ۳۶        | ۱۲۴         | ۱۵۵         |

|
! بازی‌های انجام شده
! ۳۰۳
! برد اینتر
!۱۱۱
|تساوی
! ۷۸
|برد میلان
|۱۱۳
|گل‌های اینتر
| ۴۴۷
|گل‌های میلان ۴۶۰
|

## بزرگ‌ترین پیروزی‌ها در مسابقات رسمی

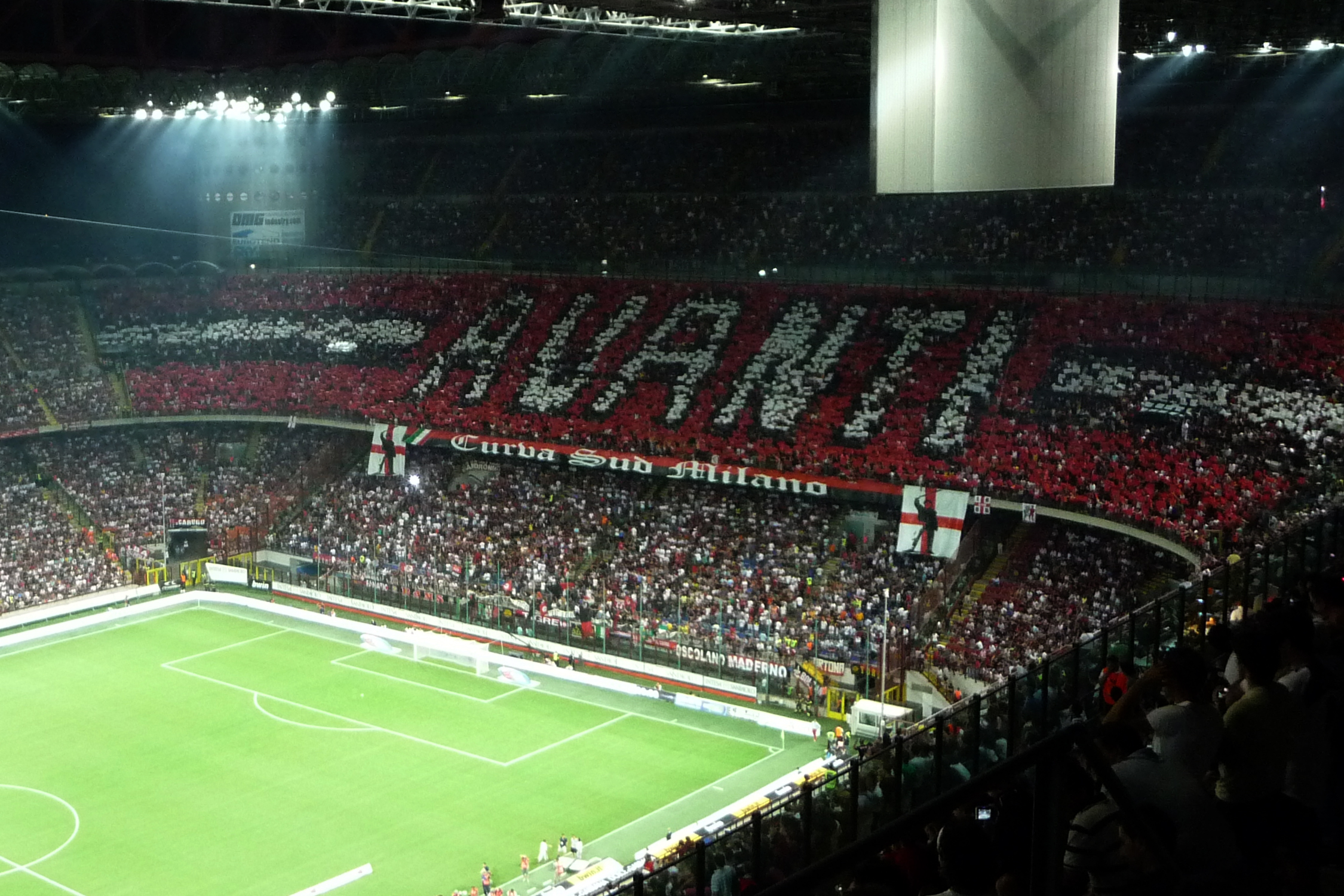
هواداران تیم آ.ث. میلان در سن سیرو

بردهای دو تیم با ۴ گل یا بیشتر:

### آ.ث. میلان
- آ. ث. میلان ۲–۰اینتر میلان در ۱ آوریل ۱۹۰۲ در سری آ
- آ. ث. میلان ۰–۳ اینتر میلان در ۳۰ آوریل ۱۹۱۱ در سری آ
- آ. ث. میلان ۳–۳ اینتر میلان در ۲۷ مارس ۱۹۶۰ در سری آ
- آ. ث. میلان ۴–۲ اینتر میلان در ۲۶ ژوئن ۱۹۶۸ در جام حذفی
- آ. ث. میلان ۰–۰ اینتر میلان در ۸ ژانویه ۱۹۹۸ در جام حذفی
- اینتر میلان ۰–۱ آ. ث. میلان در ۱۱ مه ۲۰۰۱ در سری آ
- اینتر میلان ۰–۶ آ. ث. میلان در ۲۱ اکتبر ۲۰۰۱ در سری آ

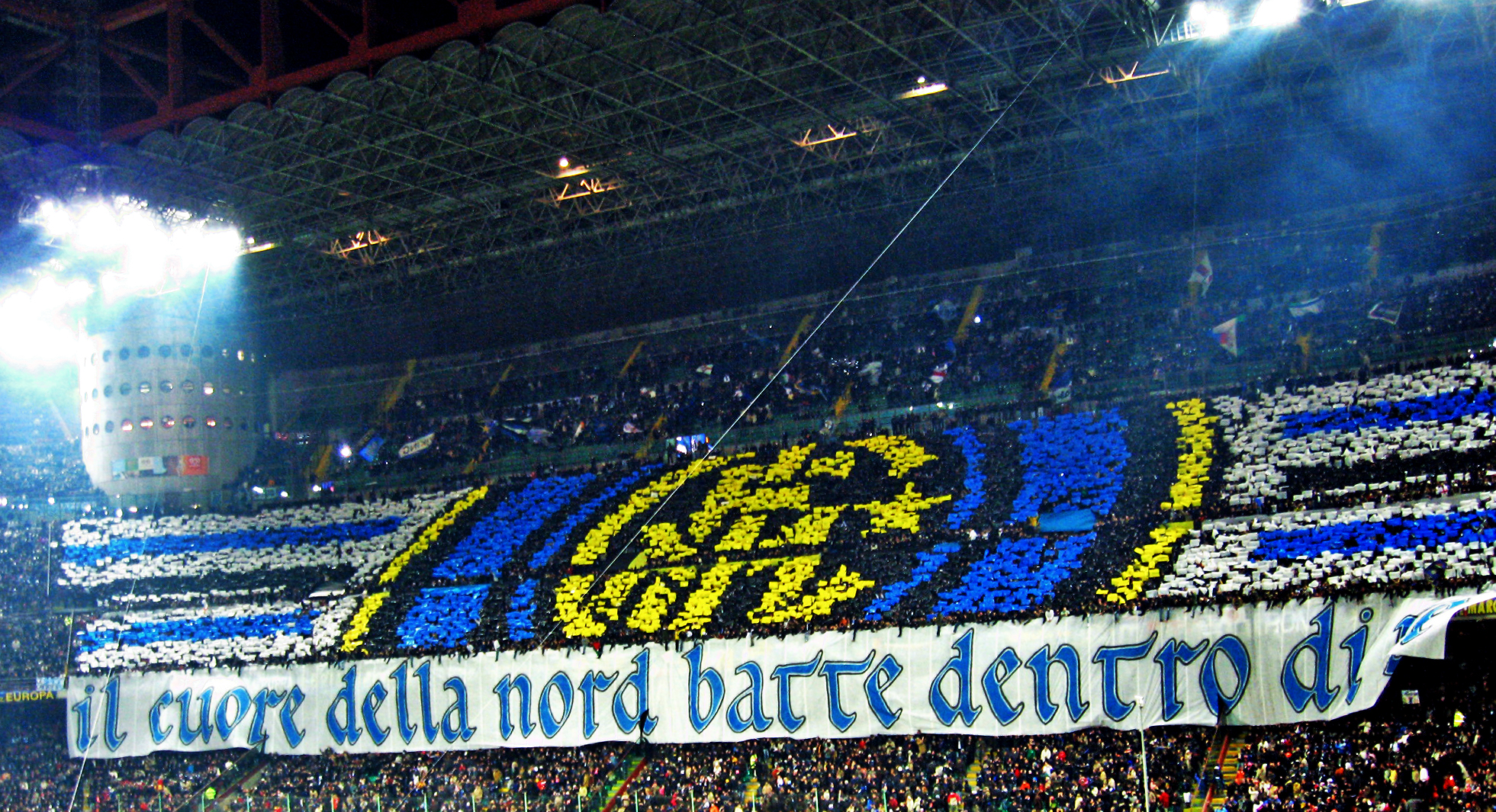
هواداران تیم اینتر میلان در سن سیرو

### اینتر میلان
- آ.ث. میلان ۰–۵ اینتر میلان در ۲ فوریه ۱۹۱۰ در سری آ
- اینتر میلان ۵–۱ آ.ث. میلان در ۱۷ فوریه ۱۹۱۰ در سری آ
- اینتر میلان ۵–۲ آ.ث. میلان در ۲۲ فوریه ۱۹۱۴ در سری آ
- آ.ث. میلان ۱–۴ اینتر میلان در ۱۹ مارس ۱۹۳۱ در سری آ
- اینتر میلان ۵–۲ آ.ث. میلان در ۲۸ مارس ۱۹۶۵ در سری آ
- اینتر میلان ۴–۰ آ.ث. میلان در ۲ آوریل ۱۹۶۷ در سری آ
- آ.ث. میلان ۱–۵ اینتر میلان در ۲۴ مارس ۱۹۷۴ در سری آ
- آ.ث. میلان ۰–۴ اینتر میلان در ۲۹ اوت ۲۰۰۹ در سری آ
- اینتر میلان ۴–۲ آ.ث. میلان در ۶ مه ۲۰۱۲ در سری آ
- اینتر میلان ۴–۲ آ.ث. میلان در ۹ فوریه ۲۰۲۰ در سری آ
- اینتر میلان ۵–۱ آ.ث. میلان در ۱۶ سپتامبر ۲۰۲۳ در سری آ

## برترین گلزنان
لیست بازیکنانی که حداقل شش گل در دیدارهای رسمی به ثمر رسانده‌اند.
| رتبه | نام                | تیم                        | تعداد گل |
| ---- | ------------------ | -------------------------- | -------- |
| ۱    | آندری شوچنکو       | میلان                      | ۱۴       |
| ۲    | جوزپه مئاتزا       | اینتر میلان (۱۲) میلان (۱) | ۱۳       |
| ۳    | گونار نوردال       | میلان                      | ۱۱       |
| ۳    | ایستوان نیرز       | اینتر میلان                | ۱۱       |
| ۵    | انریکو کاندیانی    | اینتر میلان (۷) میلان (۳)  | ۱۰       |
| ۶    | خوزه آلتافینی      | میلان                      | ۷        |
| ۶    | آلساندرو آلتوبلی   | اینتر میلان                | ۷        |
| ۶    | روبرتو بونینسنیا   | اینتر میلان                | ۷        |
| ۶    | بنیتو لورنزی       | اینتر میلان                | ۷        |
| ۶    | لوئی فان هجه       | میلان                      | ۷        |
| ۱۱   | آلدو بوفی          | میلان                      | ۶        |
| ۱۱   | آلدو چونینی        | میلان (۴) اینتر میلان (۲)  | ۶        |
| ۱۱   | آتیلیو دماریا      | اینتر میلان                | ۶        |
| ۱۱   | زلاتان ابراهیموویچ | اینتر میلان (۲) میلان (۸)  | ۶        |
| ۱۱   | ساندرو مازولا      | اینتر میلان                | ۶        |
| ۱۱   | دیگو میلیتو        | اینتر میلان                | ۶        |
| ۱۱   | پیترو سرانتونی     | اینتر میلان                | ۶        |

## بیشترین بازی
| بازیکن | بازیکن         | باشگاه      | بازی‌ها |
| ------ | -------------- | ----------- | ------ |
|        | پائولو مالدینی | آ.ث. میلان  | ۵۶     |
|        | خاویر زانتی    | اینتر میلان | ۴۷     |

## افتخارات
| تیم         | داخلی | داخلی        | داخلی           | داخلی | بین‌المللی          | بین‌المللی             | بین‌المللی | بین‌المللی     | بین‌المللی                           | بین‌المللی | مجموع |
| تیم         | سری آ | کوپا ایتالیا | سوپرجام ایتالیا | مجموع | لیگ قهرمانان اروپا | جام برندگان جام اروپا | لیگ اروپا | سوپرجام اروپا | جام باشگاه‌های جهان / جام بین قاره‌ای | مجموع     | مجموع |
| ----------- | ----- | ------------ | --------------- | ----- | ------------------ | --------------------- | --------- | ------------- | ----------------------------------- | --------- | ----- |
| آ.ث. میلان  | ۱۹    | ۵            | ۸               | ۳۲    | ۷                  | ۲                     | -         | ۵             | ۴                                   | ۱۸        | ۵۰    |
| اینتر میلان | ۲۰    | ۹            | ۸               | ۳۷    | ۳                  | -                     | ۳         | -             | ۳                                   | ۹         | ۴۶    |